# Василики

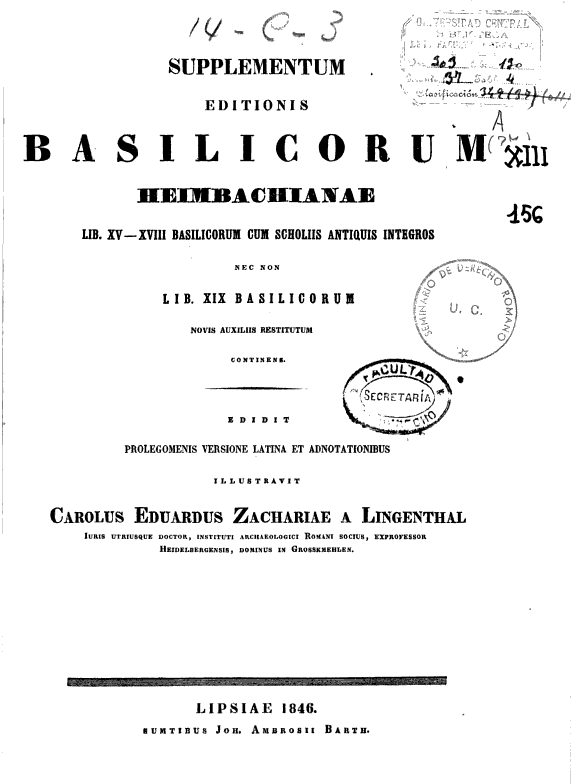
Basilicorum libri LX. Ed. G. E. Heimbach, C. G. Heimbach. Lipsiae, 1846

Базилики, василики (др.-греч. τὰ Βασιλικά) — используемое с XI века название византийского законодательного свода из 60 книг, работа над которым была начата в правление императора Василия I и закончена при его сыне Льве Мудром. Данный свод включал как светское, так и церковное законодательство.

## Возникновение

### Предпосылки
Одним из следствий происходившей в VIII веке в Византии борьбы иконопочитателей и иконоборцев, завершившейся Вторым Никейским собором в 787 году, стал застой во всех науках, в том числе и в правоведении. Некоторый перелом наступил при Михаиле Менисте благодаря усилиям кесаря Варды. Вместе с тем последний законодательный памятник предшествующего иконоборческого периода, Эклога Льва III Исавра, утратил своё значение. Таким образом юристы снова вернулись к законодательству Юстиниана, формально не отменённому, из которого в судебной практике в аутентичном тексте продолжали использоваться только новеллы.
Использование этого законодательного материала было сопряжено с трудностями. К рассматриваемому периоду оригинальное законодательство Юстиниана было вытеснено греческими переводами и толкованиями юристов времён Юстиниана. Поскольку между ними существовали противоречия, не помогало даже преимущественно использование трудов какого-то одного автора (так, среди комментаторов Институций имел вес Феофил, Дигест — Стефан и Дорофей, Кодекса — Фалелей), так как не существовало запрета использовать труды других комментаторов. В результате в ходе судебного процесса стороны могли прибегать к авторитету разных комментаторов. Другой причиной были терминологические трудности — к IX веку латинский язык начал выходить из употребления в судопроизводстве, и понятия, использовавшиеся юристами VI века, были не понятны. Разбросанное по четырём сводам законодательство Юстиниана было неудобно в использовании. И, наконец, многие его положения были либо отменены, либо устарели.

### Реформа законодательства Василия I и Льва VI
Вскоре после вступления на престол Василий Македонянин, видя, по выражению Д. И. Азаревича, «всё безотрадное положение тогдашнего законодательства», поставил следующие цели по его реформированию: отменить устаревшие законы, предпринять т. н. «Ревизию древних законов» (греч. Ανακάθαρσις τών παλαιών νομων) с целью устранения противоречий в оставляемых законах и составить руководство к праву для облегчения его изучения. В результате деятельности по достижению этих целей между 870 и 878 годами было обнародовано Руководство к познанию законов. Одновременно с этим происходила «ревизия», завершившаяся изданием не дошедшего до нашего времени свода из 40 книг.
В период между 884 и 886 годами вышло второе издание Прохирона под названием Эпанагоги. Позднее, в первые годы правления Льва Мудрого, вышло новое издание «Ревизии», которое получило название Василики. В начале одной из рукописей Василик (cod. Paris gr. 1352) приводится указ императора Льва, в котором он порицает Юстиниана за то, что тот разделил законодательный материал на четыре части. Этот недостаток Лев попытался устранить, собрав все законы в один шеститомный свод, состоящий из 60 книг. Тот факт, что в предисловии к Василикам «Ревизия» не упоминается, служил для некоторых исследователей основанием утверждать, что последняя не была закончена и обнародована. В любом случае, уже к 920 году память об этом проекте императора Василия была утрачена.

## Структура

### Основной текст
Помимо деления на шесть томов, из которого известно из предисловия к Василикам, есть упоминания и о другом, вероятно, неофициальном, делении, на четыре тома. Далее эти тома делились на 60 книг. Добавление 20 книг по сравнению с 40 книгами «Ревизии» проистекало не только из-за того, что был добавлен новый материал, но и потому, что одни и те же предметы излагались в разных книгах. При этом некоторые предметы в Эпанагоге не рассматривались, а другие рассматривались в Василиках в меньшем числе книг. Отдельные книги распадаются на титулы (греч. τίτλα), число которых в различных книгах различно, а общее количество составляло 630. Титулы, в свою очередь, состоят из глав (греч. κεφάλαια), которые часто, следуя примеру, заданному юристами Юстиниана, подразделяются на параграфы (греч. θέματα). В некоторых случаях отдельные параграфы Дигест опущены в Василиках.
«Василики» не отражают нормы Свода законов Юстиниана, которые по мнению создателей не имеют практическое применения (например титулы Дигест 1 и 2 о правосудии и происхождении права). При этом в целом переработка и оптимизация правовых институтов ранее, отраженных в Эклоге и Своде законов Юстиниана, проведены недостаточным образом. Так в «Василики» отражены не актуальные и устаревшие должности (например римские консулы, императорские легаты), а также наименование областей давно не входящих в состав Византии (например Египет и Скифия).
Значительное количество норм в «Василики» занимают нормы публичного и церковного права (книга 6 — о государственных должностях, книги 1,2-5 — о церкви). При этом, нормам частного права и правому положению различных лиц уделяется большее место (книга 46 — о статусе свободных людей, книга 48 — о рабах, книга 55 — о крестьянах). В судебной практике Византии зачастую использовались нормы «Василик», регулирующие обязательственные отношения (книга 19 — о купле-продажи, книга — о поручительстве).
Издание «Василик» отнюдь не означало утрату силу Свода законов Юстиниана, которой при этом использовалось все реже. Начиная с конца XII в. «Василики» остались единственным действующим сводом законов византийского права. В полном виде «Василик» не сохранились.
Ряд книг в том числе книга 50 — о праве собственности и владении сохранились лишь частично. Рубрики отдельных титулов различны в разных рукописях Василик, поэтому восстановление оригинального оглавления Василик представляет некоторую трудность.
Во многие рукописях «Василик» наряду с текстом норм самих также встречаются схолии (пояснения византийский юристов).

### Схолии
Текст Василик снабжён схолиями, которые могут быть разделены на две группы — так называемые «древние» схолии, представляющие собой отрывки из сочинений
юристов VI века, и поздние схолии, основанные на трудах юристов XI—XII веков. К последним относят Евстафия Романа, Иоанна Номофилакса, Калокира Секста, Патцеса и др.. Несмотря на то, что схолии не имели официального значения, они зачастую использовались византийскими судьями.

## Значение

### Как исторический источник
По мнению А П. Каждана, значение Василик в качестве исторического источника крайне ограничено в силу огромного количества содержащихся в тексте анахронизмов. Эта точка зрения оспаривалась М. Я. Сюзюмовым, отмечавшего при этом необходимость учёта специфики данного источника.

## Издания
Некоторые книги (XIX, XXXI—XXXIV, XXXVI, XXXVII) Василик в дошедших до нашего времени рукописях не сохранились и могут быть восстановлены только по более поздним юридическим документам.
Первое в Западной Европе издание Василик предприняли братья Карл и Густав Хаймбахи.
Современное издание Василик началось в 1946 году. Первый том вышел в 1953 году, а последний, 17-й том появился в 1988. Издание состояло из 8 томов собственно Василик, и 9 томов схолий. При подготовке этого издания была проведена огромная работа по объединению текста памятника, не сохранившегося целиком ни в одной рукописи.